# Calypogeia suecica
Calypogeia suecica (deutsch Schwedisches Bartkelchmoos) ist eine Lebermoos-Art aus der Familie Calypogeiaceae.

## Merkmale
Calypogeia suecica ist im Vergleich mit anderen Calypogeia-Arten eine kleinwüchsige Art. Die niederliegenden Pflanzen sind olivgrün bis hellbraun und bilden flache Rasen oder wachsen vereinzelt zwischen anderen Moosen. Sie sind etwa 1 bis 2 Millimeter breit und gewöhnlich 0,5 bis 1, selten bis 3 Zentimeter lang. Die Blätter sind etwa 1 Millimeter lang und breit, herzförmig bis breit eiförmig, etwas hohl, stumpf zugespitzt, abgerundet oder schwach ausgerandet. Die Blattzellen sind rundlich-sechseckig und zirka 25 bis 40 Mikrometer groß, die Zellecken sind mäßig verdickt. Ölkörper sind kugelig bis oval, wasserhell und aus wenigen Einzeltröpfchen zusammengesetzt. Die Unterblätter sind etwa zweimal bis dreimal so breit wie das Stämmchen, rundlich und im oberen 1/3 bis 3/4 in zwei stumpfe oder zugespitzte Lappen geteilt. Die Außenränder der Unterblätter sind oft mit je einem stumpfen Höcker versehen.
Die Geschlechterverteilung kann zweihäusig oder einhäusig (autözisch) sein. Sporogone und Brutkörper sind jeweils selten.

## Standortansprüche
Das Moos ist ein Totholzbewohner in feucht-schattigen Wäldern. Es wächst auf schon stärker zersetztem, feuchtem Morschholz von Nadelbäumen, selten von Laubbäumen. Nur aus Großbritannien sind Populationen auf offenem Torfboden bekannt.

## Verbreitung
In Österreich ist die Art in den Alpen verbreitet bis zerstreut, im Klagenfurter Becken und im südöstlichen Vorland zerstreut, sonst meist selten. Die Höhenverbreitung reicht von kollin bis montan, die höchstliegenden Funde sind in zirka 1600 Seehöhe.
Die weltweite Verbreitung ist subozeanisch-montan. Es gibt Vorkommen in Europa, der Mittelmeerraum ausgenommen, in Makaronesien, im Kaukasus, in Sibirien, China und in Nordamerika.